# 18e cérémonie des Screen Actors Guild Awards
La 18e cérémonie des Screen Actors Guild Awards, décernés par la Screen Actors Guild, a eu lieu le 29 janvier 2012, et a récompensé les acteurs et actrices du cinéma et de la télévision ayant tourné en 2011.
Les nominations ont été annoncées le 14 décembre 2011 sur TNT.

## Palmarès

### Cinéma

#### Meilleur acteur dans un premier rôle
- Jean Dujardin pour le rôle de George Valentin dans The Artist
  - Demián Bichir pour le rôle de Carlos Galindo dans A Better Life
  - George Clooney pour le rôle de Matt King dans The Descendants
  - Leonardo DiCaprio pour le rôle de J. Edgar Hoover dans J. Edgar
  - Brad Pitt pour le rôle de Billy Beane dans Le Stratège (Moneyball)

#### Meilleure actrice dans un premier rôle
- Viola Davis pour le rôle d'Aibileen Clark dans La Couleur des sentiments (The Help)
  - Glenn Close pour le rôle d'Albert Nobbs dans Albert Nobbs
  - Meryl Streep pour le rôle de Margaret Thatcher dans La Dame de fer (The Iron Lady)
  - Tilda Swinton pour le rôle d'Eva Khatchadourian dans We Need to Talk about Kevin
  - Michelle Williams pour le rôle de Marilyn Monroe dans My Week with Marilyn

#### Meilleur acteur dans un second rôle
- Christopher Plummer pour le rôle de Hal dans Beginners
  - Kenneth Branagh pour le rôle de Laurence Olivier dans My Week with Marilyn
  - Armie Hammer pour le rôle de Clyde Tolson dans J. Edgar
  - Jonah Hill pour le rôle de Peter Brand dans Le Stratège (Moneyball)
  - Nick Nolte pour le rôle de Paddy Conlon dans Warrior

#### Meilleure actrice dans un second rôle
- Octavia Spencer pour le rôle de Minny Jackson dans La Couleur des sentiments (The Help)
  - Bérénice Bejo pour le rôle de Peppy Miller dans The Artist
  - Jessica Chastain pour le rôle de Celia Foote dans La Couleur des sentiments (The Help)
  - Melissa McCarthy pour le rôle de Megan dans Mes meilleures amies (Bridesmaids)
  - Janet McTeer pour le rôle de Hubert Page dans Albert Nobbs

#### Meilleure distribution
- La Couleur des sentiments (The Help)
  - The Artist
  - Mes meilleures amies (Bridesmaids)
  - The Descendants
  - Minuit à Paris (Midnight in Paris)

#### Meilleure équipe de cascadeurs
- Harry Potter et les Reliques de la Mort – 2e partie (Harry Potter and the Deathly Hallows – Part 2)
  - L'Agence (The Adjustment Bureau)
  - Cowboys et Envahisseurs (Cowboys & Aliens)
  - Transformers 3 : La Face cachée de la Lune (Transformers: Dark of the Moon)
  - X-Men : Le Commencement (X-Men: First Class)

### Télévision
Note : le symbole « ♕ » rappelle le gagnant de l'année précédente (si nomination).

#### Meilleur acteur dans une série dramatique
- Steve Buscemi pour le rôle d'Enoch « Nucky » Thompson  dans Boardwalk Empire ♕
  - Patrick J. Adams pour le rôle de Mike Ross dans Suits, avocats sur mesure
  - Kyle Chandler pour le rôle d'Eric Taylor dans Friday Night Lights
  - Bryan Cranston pour le rôle de Walter White dans Breaking Bad
  - Michael C. Hall pour le rôle de Dexter Morgan dans Dexter

#### Meilleure actrice dans une série dramatique
- Jessica Lange pour le rôle de Constance Langdon dans American Horror Story
  - Kathy Bates pour le rôle de Harriet "Harry" Korn dans La Loi selon Harry (Harry's Law)
  - Glenn Close pour le rôle de Patty Hewes dans Damages
  - Julianna Margulies pour le rôle d'Alicia Florrick dans The Good Wife ♕
  - Kyra Sedgwick pour le rôle de Brenda Leigh Johnson dans The Closer : L.A. enquêtes prioritaires (The Closer)

#### Meilleur acteur dans une série comique
- Alec Baldwin pour le rôle de Jack Donaghy dans 30 Rock ♕
  - Ty Burrell pour le rôle de Phil Dunphy dans Modern Family
  - Steve Carell pour le rôle de Michael Scott dans The Office
  - Jon Cryer pour le rôle d'Alan Harper dans Mon oncle Charlie (Two and a Half Men)
  - Eric Stonestreet pour le rôle de Cameron Tucker dans Modern Family

#### Meilleure actrice dans une série comique
- Betty White pour le rôle d'Elka Ostrovsky dans Hot in Cleveland ♕
  - Julie Bowen pour le rôle de Claire Dunphy dans Modern Family
  - Edie Falco pour le rôle de Jackie Peyton dans Nurse Jackie
  - Tina Fey pour le rôle de Liz Lemon dans 30 Rock
  - Sofia Vergara pour le rôle de Gloria Delgado-Pritchett dans Modern Family

#### Meilleure distribution pour une série dramatique
- Boardwalk Empire ♕
  - Breaking Bad
  - Dexter
  - Le Trône de fer (Game of Thrones)
  - The Good Wife

#### Meilleure distribution pour une série comique
- Modern Family ♕
  - 30 Rock
  - The Big Bang Theory
  - Glee
  - The Office

#### Meilleur acteur dans un téléfilm ou dans une minisérie
- Paul Giamatti pour le rôle de Ben Bernanke dans Too Big to Fail : Débâcle à Wall Street (Too Big to Fail)
  - Laurence Fishburne pour le rôle de Thurgood Marshall dans Thurgood
  - Greg Kinnear pour le rôle de John F. Kennedy dans Les Kennedy
  - Guy Pearce pour le rôle de Monty Beragon dans Mildred Pierce
  - James Woods pour le rôle de Richard Fuld dans Too Big to Fail : Débâcle à Wall Street (Too Big to Fail)

#### Meilleure actrice dans un téléfilm ou dans une minisérie
- Kate Winslet pour le rôle de Mildred Pierce dans Mildred Pierce
  - Diane Lane pour le rôle de Pat Loud dans Cinema Verite
  - Maggie Smith pour le rôle de Violet, Comtesse douairière de  Grantham dans Downton Abbey
  - Emily Watson pour le rôle de Janet Leach dans Une femme de confiance
  - Betty White pour le rôle de Caroline Thomas dans L'Amour à la une (The Lost Valentine)

#### Meilleure équipe de cascadeurs dans une série télévisée
- Le Trône de fer (Game of Thrones)
  - Dexter ♕
  - Southland
  - Spartacus : Les Dieux de l'arène (Spartacus: Gods of the Arena)
  - True Blood

### Screen Actors Guild Life Achievement Award
- Mary Tyler Moore

## Récompenses et nominations multiples

### Nominations multiples
Cinéma
4 : La Couleur des sentiments
3 : The Artist
2 : Albert Nobbs, Mes meilleures amies, The Descendants, J. Edgar, Le Stratège, My Week with Marilyn
Télévision
5 : Modern Family
3 : 30 Rock, Dexter
2 : Boardwalk Empire, Breaking Bad, Le Trône de fer, The Good Wife, Mildred Pierce, The Office

### Récompenses multiples
Cinéma
3 / 4 : La Couleur des sentiments
Télévision
2 / 2 : Boardwalk Empire